# Пачу Лира, Луис Энрике
Луис Энрике Пачу Лира (род. 26 февраля 1996, Рио-де-Жанейро) — бразильский футболист. Нападающий. Выступает за азербайджанский клуб «Кяпаз».

## Карьера
Родился 26 февраля 1996 года в Рио-де-Жанейро.
Играл в Лиге Паранаэнсе, Второй лиге Португалии по футболу.
С 1 июля 2023 по 9 августа 2024 года играл за «Туран». В сезоне 2023/24 забил 5 голов в 23 матчах.
24 сентября 2024 года подписал контракт с «Кяпазом».